# Šest pohřbů a jedna svatba
Šest pohřbů a jedna svatba (v anglickém originále Very Bad Things) je americká filmová komedie z roku 1998. Režisérem filmu je Peter Berg. Hlavní role ve filmu ztvárnili Christian Slater, Jon Favreau, Cameron Diaz, Daniel Stern a Jeremy Piven.

## Obsazení
| Christian Slater   | Robert Boyd          |
| Jon Favreau        | Kyle Fisher          |
| Cameron Diaz       | Laura Garrety-Fisher |
| Daniel Stern       | Adam Berkow          |
| Jeremy Piven       | Michael Berkow       |
| Leland Orser       | Charles Moore        |
| Jeanne Tripplehorn | Lois Berkow          |
| Joey Zimmerman     | Adam Berkow Jr.      |